# Goeldia diva
Espèce
Goeldia diva est une espèce d'araignées aranéomorphes de la famille des Titanoecidae.

## Distribution
Cette espèce est endémique de Bahia au Brésil,. Elle se rencontre vers Ilhéus, Gandu, Ituberá, Salvador et Itamaraju.

## Description
Le mâle holotype mesure 4,60 mm et la femelle paratype 5,50 mm, les mâles mesurent de 3,90 à 4,80 mm et les femelles de 4,90 à 6,30 mm.

## Systématique et taxinomie
Cette espèce a été décrite par Almeida-Silva et Brescovit en 2024.

## Étymologie
Cette espèce est nommée en l'honneur d'Elisabete Almeida dite Bete Diva.

## Publication originale
- Almeida-Silva & Brescovit, 2024 : « Unraveling the mysteries of Goeldia Keyserling, 1891: revision, description of seven new species and first record from USA (Araneae: Titanoecidae). » Zootaxa, no 5428(2), p. 151-193.